# Дрінов
62°57′08″ пд. ш. 62°29′20″ зх. д. / 62.952222222222° пд. ш. 62.488888888889° зх. д.

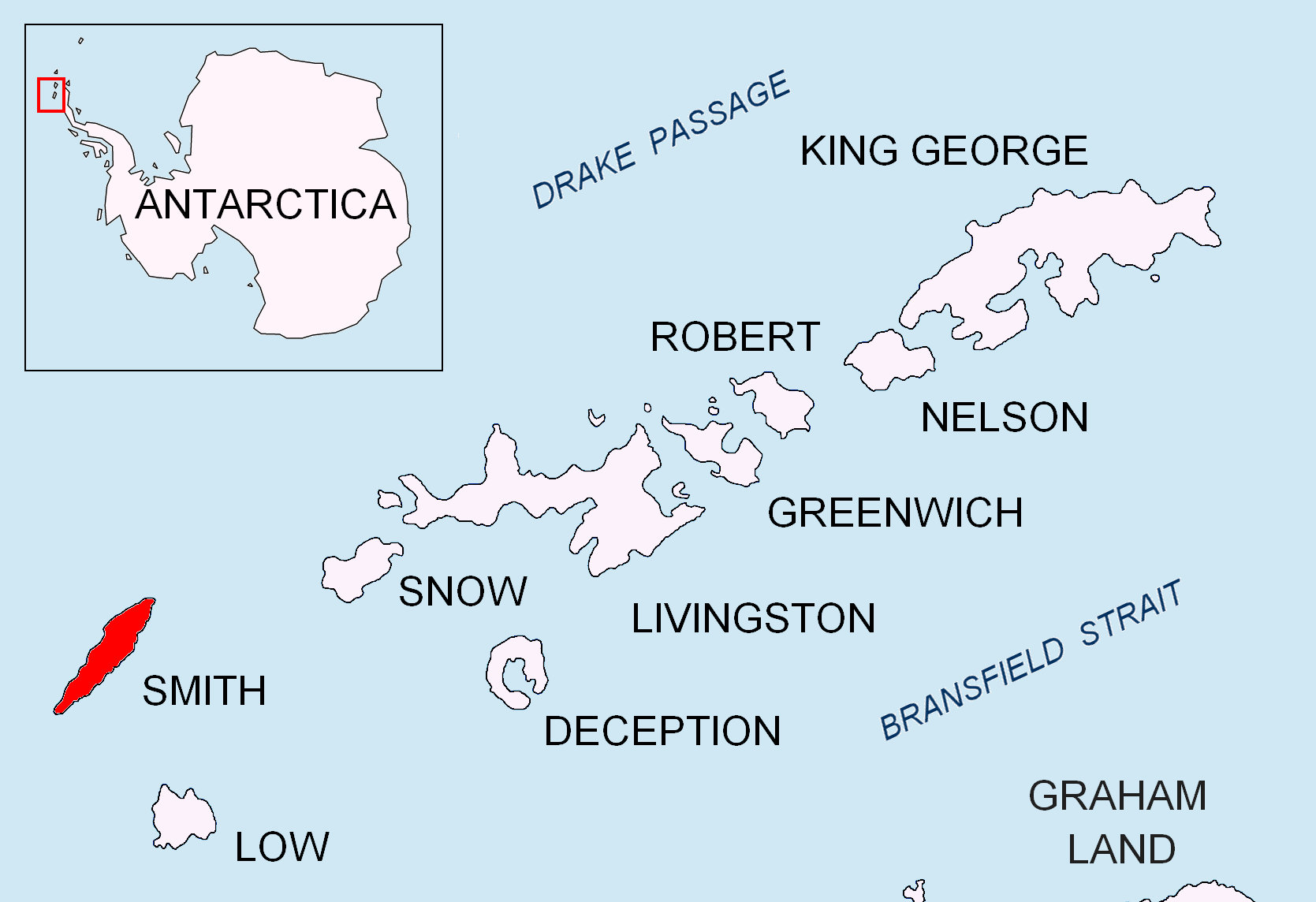
Розташування острова Сміт на Південних Шетландських островах.

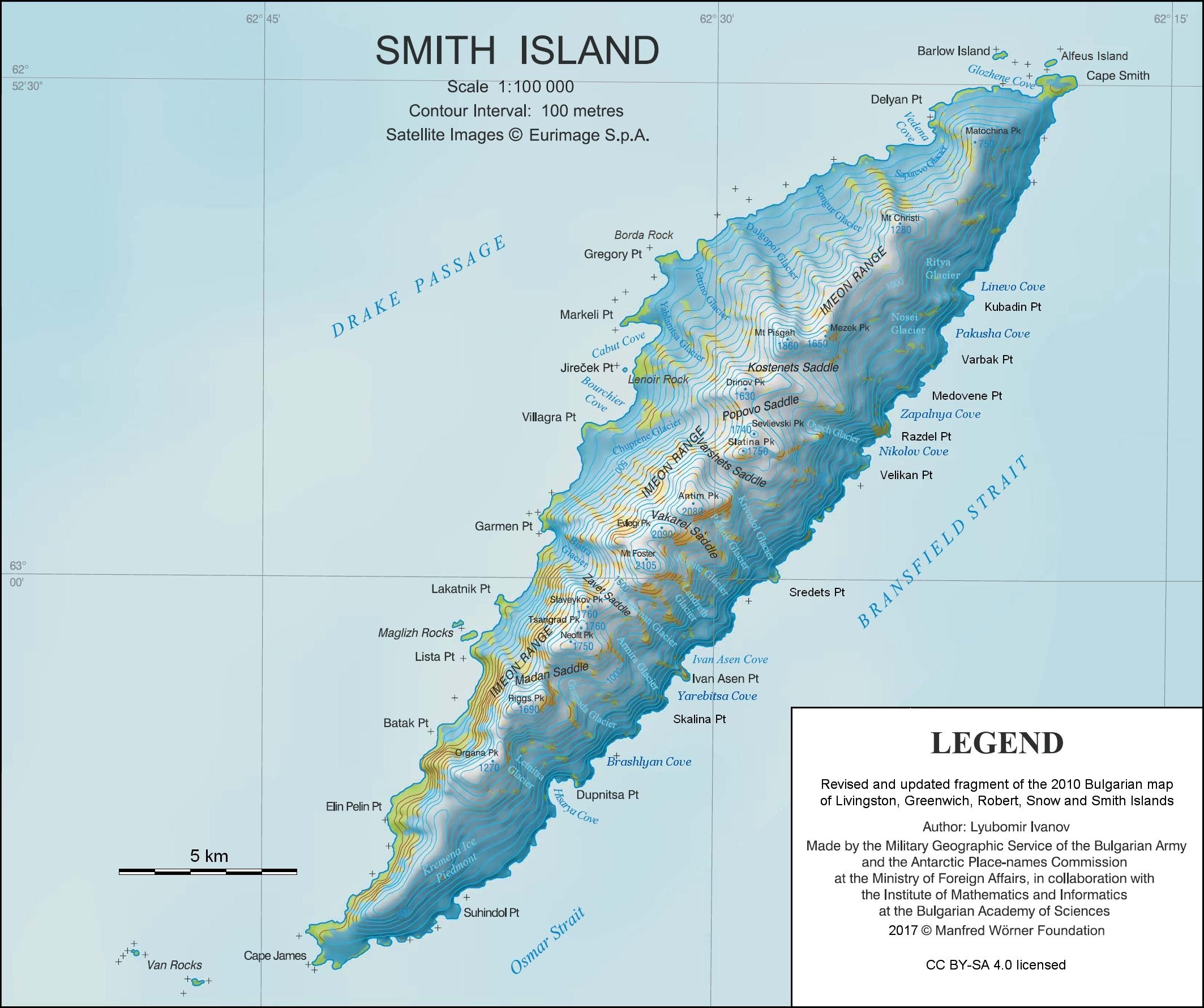
Топографічна карта острова Сміт.

Пік Дрінов ( болг. Дринов връх, трансліт. Drinov Vrah, IPA: [Rindrinov ˈvrɤx] ) - пік, що піднімається до 1630 м у хребті Імеон на острові Сміт, Південні Шетландські острови. Розташований 3.6 км на північ-північний схід від піку Антім, 1.9 км на північ від піку Слатина, 2,91 км на схід-південний схід від пункту Іречек та 1,85 км на південний захід від гори Пісга. Раннє болгарське  картографування у 2009 році. 
Названий на честь болгарського вченого Марина Дрінова (1838–1906), голови-засновника Болгарської академії наук .

## Мапи
- Діаграма південних Шетландських островів, включаючи острів Коронація. [Архівовано 28 вересня 2013 у Wayback Machine.] з розвідки шлюпа Голуба в 1821 і 1822 роках Джорджем Пауеллом, командуючим ним же. Шкала приблизно 1: 200000. Лондон: Лорі, 1822.
- Л. Л. Іванов. Антарктида: острови Лівінгстон та Гринвіч, Роберт, Сноу та Сміт. Масштаб 1: 120000 топографічної карти. Троян: Фонд Манфреда Вернера, 2010.ISBN 978-954-92032-9-5 (перше видання 2009 р.ISBN 978-954-92032-6-4 )
- Південні Шетландські острови: Сміт і Низькі острови. [Архівовано 24 березня 2012 у Wayback Machine.] Масштаб 1: 150000 топографічна карта No 13677. Британське антарктичне опитування, 2009 рік.
- Антарктична цифрова база даних (ADD). [Архівовано 5 березня 2017 у Wayback Machine.] Масштаб 1: 250000 топографічної карти Антарктиди. Науковий комітет з антарктичних досліджень (SCAR). З 1993 року регулярно модернізується та оновлюється.
- Л. Л. Іванов. Антарктида: острів Лівінгстон та острів Сміт . Масштаб 1: 100000 топографічної карти. Фонд Манфреда Вернера, 2017.ISBN 978-619-90008-3-0

## Зовнішні посилання
- Пік Дрінова. [Архівовано 15 лютого 2020 у Wayback Machine.] Супутникове зображення Copernix

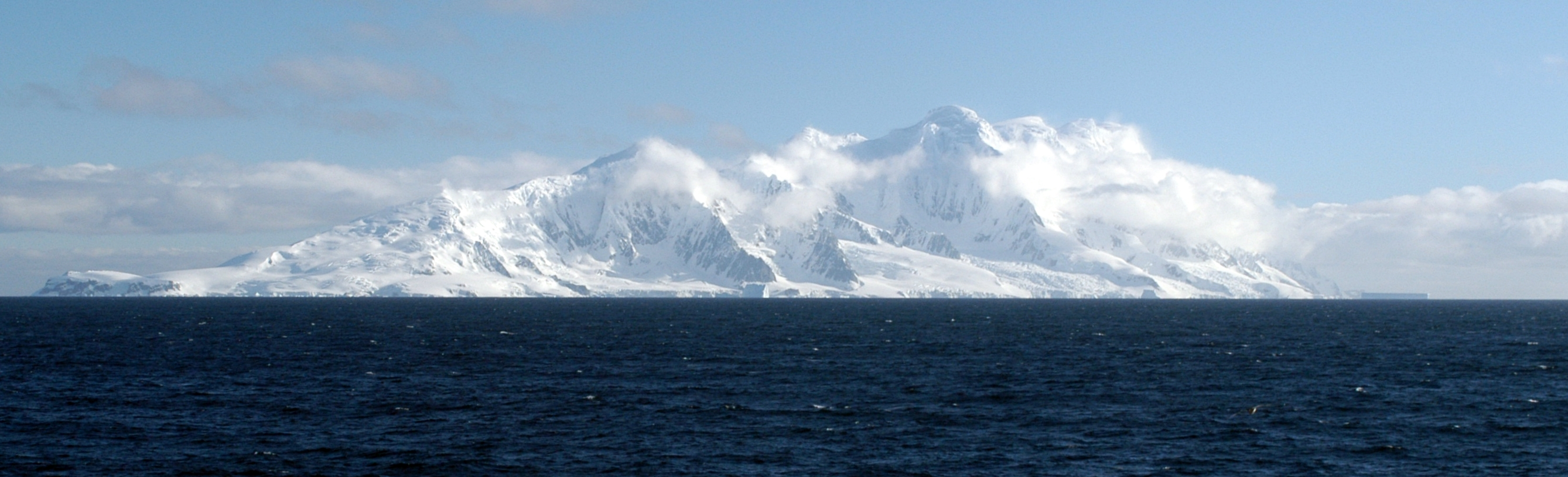
Південно-східна сторона острова Сміт від протоки Осмара